# Ancylolomia westwoodi
Ancylolomia westwoodi là một loài bướm đêm trong họ Crambidae.